# Литтл, Бентли
Бентли Литтл (англ. Bentley Little; род. 21 декабря 1960, Меса, Аризона, США) — американский репортёр, фотограф, писатель, работающий в жанре мистики и хоррора. Использует псевдоним Филип Эммонс (англ. Philip Emmons).

## Биография
Родился в небогатой семье. В полной мере вкусил простой рабочей жизни. Получил образование в 1996 году в Университете штата Калифорния в Фуллертоне, стал бакалавром в области коммуникаций и магистром английской и сравнительной литературы.
Перед тем как стать писателем, перепробовал много профессий: работал мойщиком окон, участником родео, коммивояжером, фотографом, репортёром. Ныне живёт с женой в Калифорнии.

## Творчество
Его дипломной работой был роман «Откровение» (The Revelation, 1990), который впоследствии был опубликован.
Б. Литтл — автор не примелькавшийся в литературе ужасов, ворвался в когорту мастеров литературного хоррора нашумевшим «Откровением», романом, ставшим откровением даже для повидавшего многое Стивена Кинга, назвавшего Литтла ветром, вознесшим жанр на новые высоты. Ужас, подмявший под себя городок Рэндолл, предстает перед читателем книги в одном из самых впечатляющих обликов — умерших детях, восставших из мрака смерти.
В 1991 году этот роман получил премию Брэма Стокера. С тех пор он написал более десяти романов, его работы были переведены на семь языков. Несколько романов Литтла были адаптированы к экранизации.
В романе «Университет» учебное заведение становится обителью зла, с которым борются несколько преподавателей и учеников; в мир «Незаметных» неожиданно для себя попадает Боб Джонс, взявший в руки нож и совершивший кровавое преступление; демоны ада обитают в «Доме», питающимся страхами его обитателей.
Хотя автор имеет постоянно растущие ряды поклонников, его отношение с критиками и коллегами по жанру остаётся проблематичным. Периодические издания называли его работу «кошмарно блестящей», но журналы «Kirkus Reviews» и «Library Journal» отказались рассматривать его работы и строго запретили упоминать его имя на своих страницах.
Литтл — затворническая фигура в американской литературе, редко появляется на публике и не даёт интервью. Он до сих пор вызывает гнев у редакторов антологий и журналов ужасов, которые не рассматривают его работы и не печатают его короткие рассказы. Вместе с тем, два известнейших в мире писателей в жанре ужасов Стивен Кинг и Дин Кунц являются большими ценителями творчества Литтла.
При том, что книжные магазины в штате Алабама и Миссисипи, отказались продавать его книги, произведения писателя были запрещены в библиотеках в 34 штатах США, по меньшей мере 18 колледжей литературного направления ныне изучают его работы.
Простота и человечность — вот основная тема его рассказов. Встречаясь с необъяснимым, поддаваясь навеянным автором жутким происшествиям, тем не менее человек всегда мыслит, страдает, лишается дорогого и все-таки выходит победителем.

## Избранная библиография
- 1990: Откровение (The Revelation)
- 1991: Почтальон (The Mailman)
- 1992: Инстинкт смерти (Death Instinct); Дьявольские поступки (Evil Deeds) в Великобритании (под псевдонимом Филип Эммонс)
- 1993: Созыв (The Summoning)
- 1995: Университет (University); Вечерняя школа (Night School) в Великобритании
- 1996: Господство (Dominion); Тёмное господство (Dark Dominion) в Великобритании
- 1996: Склад (The Store)
- 1997: Журчащая местность: Избранные сочинения (Murmurous Haunts: The Selected Works of Bentley Little)
- 1997: Дом (The House); Дома (Houses) в Великобритании
- 1997: Незаметные (The Ignored)
- 2000: Городок (The Town); Гости (Guests) в Великобритании
- 2000: Прогулки (The Walking)
- 2001: Ассоциация (The Association)
- 2002: Коллекция (The Collection)
- 2002: Возвращение (The Return)
- 2003: Страховщик (The Policy)
- 2004: Приют (The Resort)
- 2005: Письма, несущие смерть (Dispatch)
- 2006: Горение (Кочегарка) (The Burning)
- 2007: Исчезающий (The Vanishing)
- 2008: Академия (The Academy)
- 2009: Сын своего отца (His Father’s Son)
- 2010: Исчезновение (The Disappearance)
- 2012: Сущность (The Haunted)
- 2013: Влияние (The Influence)
- 2015: Консультант (The Consultant)
- 2017: Разнорабочий (Handyman)
- 2020: Банк (The Bank)
- 2021: Глория (Gloria)

## Награды
- Премия Брэма Стокера — Дебютный роман «Откровение» / The Revelation (1990)
- Премия Брэма Стокера — Роман «Призыв» / The Summoning (номинант, 1993)
- Премия Брэма Стокера — Авторский сборник /The Collection (номинант, 2002)
- Премия Чёрное перо (Black Quill Award) — Рассказ, изданный в журнале «Читательский выбор» (2010)
- Премия Брэма Стокера — Роман «The Haunted» (номинант, 2012)